# Enes alboguttatus
Enes alboguttatus är en skalbaggsart som beskrevs av Stefan von Breuning 1957. Enes alboguttatus ingår i släktet Enes och familjen långhorningar. Inga underarter finns listade i Catalogue of Life.